# Jack Dale
John Byron « Jack » Dale (né le 19 décembre 1945 à Saint Paul (Minnesota)) est un joueur américain de hockey sur glace.

## Carrière
Jack Dale est diplômé de l'Université du Minnesota, où il obtient son diplôme en 1968. Il joue aussi pour les Golden Gophers du Minnesota.
Il a une courte carrière dans des ligues mineures. Il joue en 1967 pour les Nationals du Minnesota en United States Hockey League, les Jets de Johnstown en Eastern Hockey League de 1967 à 1969 puis pour les Totems de Seattle en Western Hockey League de 1969 à 1971.
Jack Dale fait partie de l'équipe des États-Unis aux Jeux olympiques d'hiver de 1968 à Grenoble, qui termine sixième ; il assiste à tous les matchs et ne marque pas de point.
Jack Dale marque 269 points (100 buts et 169 assistances) dans sa carrière de 266 matches qu'il termine en 1971 à cause de blessures. Après sa carrière, il devient artiste et se consacre principalement à des peintures à l'huile,.

## Famille
Jack Dale est le père de l'acteur Ian Anthony Dale.